# PR-текст
PR-текст — разновидность текстов массовой коммуникации, письменный текст на бумажном или электронном носителе, служащий целям формирования или приращения паблицитного капитала базисного PR-субъекта, обладающий скрытым (или реже – прямым) авторством, предназначенный для внешней или внутренней общественности (определение по Кривоносову А.Д.).
В профессиональной литературе по связям с общественностью существует несколько определений понятия PR-текст, и зачастую оно заменяется термином «материалы для прессы», как отмечает А.Н. Чумиков и выделяет две группы таких материалов — «материалы для распространения в процессе организации и проведения новостных событий» и «материалы для непосредственной публикации в СМИ». Также нередко PR-текст путают с журналистским текстом из-за жанровой близости и общности целей журналистики и связей с общественностью. В отличие от журналистского текста, PR-текст отличается тем, что отражает интересы клиента и общественности. В то время как журналист стремится к объективности, PR-специалист продвигает и защищает интересы организации.
Признаки PR-текста:
- функционирует в пространстве публичных коммуникаций
- инициирован базисным субъектом PR
- направлен одной из групп целевой аудитории
- содержит PR-информацию
- распространяется через каналы СМИ
- обладает скрытым или мнимым авторством[4]

За определением Кривоносова А. Д., основными характеристиками PR-информации, выделяющими ее из собственно социальной информации, являются инициированность, оптимизированность и селективность. Источником PR-информации как разновидности социальной информации является человеческая деятельность; PR-информация возникает, производится и распространяется среди целевой общественности всегда по инициативе самой организации, фирмы; другими словами, PR-информация инициируется самой организацией.

## История
В публичных письменных коммуникациях всегда существовали тексты, выполнявшие функции современных PR-текстов, прежде всего, это формирование подходящей коммуникационной среды определенного социального субъекта. Другими словами, создание и поддержание определенного имиджа. Появление первых PR-текстов можно отнести к различным периодам становления связей с общественностью как социального института, имеющего соответствующие признаки - теоретическую базу, образовательные структуры и регламентирующие юридические акты. Так, в условиях недостаточного институционального развития связей с общественностью в России зарождение PR-текстов как отдельного инструмента PR произошло лишь 1990-е годы (в этот период происходит становление связей с общественностью как научной дисциплины и учебной практики).
Существует также мнение о том, что PR-тексты существовали и в доинституциональном периоде развития публичных коммуникаций. Например, Тулупов В.В. упоминает в качестве прототипов биографии и панегирики, получившие развитие в Древней Греции и Риме, а также листовки эпохи Реформации. Некоторые исследователи добавляют к этому списку ещё ватиканские энциклики как доинституциональный аналог пресс-релиза. Но письменный формат публичных коммуникаций был распространен не только в религии и церкви. Так, в учебном пособии «Паблик рилейшенз. Теория и практика» (Катлип, Скотт М., Сентер Аллен, X., Брум Глен, М.) в качестве примера первого PR-текста, сопровождавшего кампанию по фандрайзингу (англ. fundrising), приводится брошюра New England's First Fruits, выпущенная в 1643 году в Гарвардском колледже.
На данный момент существует огромное многообразие PR-текстов, начиная от классических видов (бэкграундер, кейс-стори) и заканчивая новыми форматами, появившимся благодаря развитию Интернет-технологий (new media релиз или пресс-релиз 2.0).

#### Первичные источники
К первичным письменным источникам относятся разного рода служебные документы, являющиеся инструментом управленческих коммуникаций:
1. директивные и распорядительные документы (законы, постановления, приказы и т.д.)
2. административно-организационные документы (планы, уставы, акты и т.д.)
3. финансовая документация (финансовые отчеты)
4. учетная документация

Отдельно следует выделить первичные устные источники, например, сообщения первого или должностного лица организации или коллегиального органа, представляющего конкретный базисный субъект PR.

#### Вторичные источники
В отличие от первичных источников PR-текстов, вторичные источники не исходят непосредственного от субъекта, а отражают общественную точку зрения о субъекте. Чаще всего вторичными источниками служат выступления, публикации в СМИ.

## Функции
Так как PR-текст является инструментом публичных коммуникаций, то и функции текста будут отражать функции Связей с общественностью в целом. Так,  в первую очередь к функциям PR-текста следует отнести:
- Основные функции
  - информационная
  - познавательная
  - онтологическая (передача информации общекультурного плана)
  - функция конструирования публичного дискурса (производство или трансформация существующего представления целевой группы общественности о субъекте)
- Периферийные функции
  - контактоустанавливающая функция (поздравления, байлайнеры)
  - эстетическая (проявляется в создании художественного эффекта: поздравления, приглашения)
  - экспрессивная (проявляется в эмоционально-оценочном отношении автора текста)

## Виды

### Пресс-релиз
Основной вид PR-текста, несущий предназначенную для прессы актуальную информацию о событии, касающуюся базисного субъекта PR. Первый пресс-релиз — в близком к сегодняшнему его понимании — относят к 1758 г., он вышел в Книге колледжа Колумбийского университета с целью информирования общественности об образовательных услугах учебного учреждения. Такие спорадические примеры, конечно, можно было еще множить.
Разновидностью пресс-релиза является коммюнике высших органов государственной власти и международных организаций. Коммюнике как правило, содержит официальную позицию организации в виде реакции на тот или иной информационный повод. Официальные государственные органы иногда выпускают пресс-релизы в форме «ответов на вопросы».

### Бэкграундер
Вид PR-текста, в котором содержится информация текущего, событийного характера. Бэкграундер представляет собой дополнительную информацию по теме, событию или персоналиям. Как правило, это единый и законченный текст, «история», построенная в повествовательной манере, которая освещает одну конкретную тему или включает в себя анализ фоновых обстоятельств.

### Фичер
От английского «feature story» — публикация, составленная в неформальном, информативном стиле по схеме: описание — объяснение — оценка. Это распространенная форма коммуникации PR-служб со СМИ.
Фичер — это своего рода «любопытное чтиво», в котором фигурируют или упоминается компания, её представители, те или иные аспекты в деятельности компании. Главная задача — упоминание компании в СМИ в наиболее привлекательном для читателя и в благоприятном для компании контексте.

### Факт-лист
Краткий документ, отражающий профиль организации, сжатую характеристику должностного лица или события. Выполняется в форме необходимого дополнения к бэкграундам, пресс-релизам и служит редактору дополнительным справочным источником материала для статей.

### Медиатексты
PR-тексты, исходящие по инициативе базисного субъекта PR и подготовленные сотрудниками PR-службы или журналистами. Ключевая особенность таких текстов состоит в том, что они распространяются исключительно через органы средств массовой информации
- Имиджевая статья — служит созданию или поддержанию положительного имиджа организации, продукта или лица. Внешними признаками имиджевой статьи являются: отсутствие авторской подписи (иногда она присутствует, но редко принадлежит популярным авторам), фотоиллюстрации имиджевого характера, оформление материала элементами фирменного стиля базисного ПР-субъекта. Имиджевая статья содержит позитивные оценки базисного ПР-субъекта, аргументы, их оптимизирующие. Строится примерно по следующей схеме: тезис — система аргументации — выводы.
- Имиджевое интервью — этот вид PR-текста представляет собой текст беседы с первым (или должностным лицом) организации. Главная особенность — изложение фактов или информация о событиях от лица интервьюируемого, а цель — донесение до общественности информации, основанной на суждениях собеседника. В этом виде медиатекста структура совпадает с методом сбора информации.
- Кейс-стори — (от английского «case story») — вид PR-текста, предназначенного для публикации в СМИ как на бесплатной основе (это касается материалов, представляющих интерес для редакций и общественности), так и по рекламным расценкам. Специфика этого вида PR-текста заключается в том, что в данной публикации рассматривается частный случай или проблема. Публикация подобных материалов свидетельствует об открытости компании, что содействует благоприятному позиционированию.

### Биография
Биография — вид PR-текста, предоставляющий фактологическую информацию о значимой с точки зрения субъекта PR-персоне. Является неотъемлемой частью коммуникации организации в период кадровых изменений. Может использоваться как ко внутреннем, так и во внешнем PR.

### Лист вопросов-ответов
Лист вопросов-ответов (англ. Q & A) — разновидность PR-текста, являющая собой ответы на возможные или часто задаваемые вопросы и ставящая целью поддержать паблицитный капитал организации. Часто является частью пресс-кита.

### Байлайнер
Байлайнер (от англ. by-liner — «под чертой») — именной, или авторский, текст, посвященный определенному событию или теме, написанный специалистом по связям с общественностью, но подписанный при этом должностным лицом организации. Такие статьи представляют это должностное лицо в качестве эксперта.
Различаются периодический и событийный байлайнеры. Периодический байлайнер пишется для печатного издания организации и чаще всего включает обзор содержания номера. Событийный байлайнер чаще всего является частью буклета, посвященного какому-либо событию.

### Поздравление
Поздравление пишется от первого лица (должностного лица, коллегиального органа) организации. Структурно напоминает байлайнер: имеет обязательные элементы — обращение к адресату и подпись первого лица организации, конгратуляционную (повод и поздравление), констатирующую и оптативную (пожелание) части.

### Заявление для СМИ
Заявление для СМИ — вид PR-текста, целью которого является объяснение позиции организации по какому-либо вопросу. В американских паблик рилейшнз называется «position paper». Структура заявления для прессы похожа на структуру пресс-релиза, однако в отличие от него, в этом типе текстов отсутствуют цитаты и имеются средства выражения личностного начала.

### Приглашение
Приглашение — текст о мероприятии (событии), в котором адресату предлагается принять участие. Распространяется путём прямой или личной рассылки, либо через СМИ. Как один из видов PR-текста оно приобрело специфические черты, выполняя важную функцию в организации коммуникационной политики, особенно в части установления контактов со СМИ. Цель приглашения — обеспечить участие значимых для базисного субъекта лиц в том или ином событии. В приглашении указывается информация о характере мероприятия, месте, дате и времени его проведения, а также об условиях участия.

### Проспект
Под проспектом понимается сброшюрованное многостраничное печатное издание с большим количеством фотографий, таблиц, схем. Имеет престижный характер и выпускается по случаю различных памятных дат и юбилеев. От буклета отличается большим объемом.

### Брошюра
Рекламное печатное издание, которое изготовлено и сшито в форме книги, как правило, количество страниц не превышает 48. Большое внимание уделяется содержанию и дизайну, так как это PR-материал свидетельствует об имидже организации. Брошюра может быть использована как информационный PR-текст как для внутренней, так и для внешней аудитории. Издание преследует несколько основных целей: информировать целевую аудиторию об организации; подробно описывать преимущества товаров и услуг или вида деятельности.

### Буклет
Вид PR-текста в форме печатного издания, изготовленного на одном печатном листе, без шитья. Это одна из наиболее распространенных информационных форм представления перспективных направлений развития компании различным целевым аудиториям в целях её популяризации и достижения достойного имиджа.

### Пресс-кит
Набор разножанровых простых первичных текстов, также сюда включают иконические материалы, представляющих интерес для журналиста и объединенных одним новостным поводом. Цель пресс-кита — предоставить СМИ максимальное количество информации по конкретному новостному событию в жизни организации. В минимальный стандартный набор могут входить: пресс-релиз, бэкграундер, факт-лист, брошюра, корпоративное издание и так далее.

## Классификация
По вопросу классификации PR-текстов среди специалистов по связям с общественностью нет единого мнения. Одной из основных проблем при типологизации PR-текстов является определение критерия, по которому эта типологизация будет производиться. При этом когда классификацию невозможно построить на основании одного критерия, может использоваться совокупность параметров.
В результате цифровизации, усиления роли Интернета и появления новых каналов коммуникации появляются новые виды PR-текстов, которые не вписываются в разработанные ранее классификации. Это порождает ещё одну проблему, стоящую перед исследователями.
На сегодняшний день в существует несколько разработанных систем классификации PR-текстов.
Одна из наиболее ранних классификаций PR-текстов предложена И. П. Яковлевым, профессором кафедры теории коммуникации Санкт-Петербургского государственного университета, в книге «Паблик рилейшнз в организациях». В ней выделяются следующие виды PR-текстов (он называет их «письменными материалами»):
- личные (краткие заметки на память);
- специализированные (тексты для определённой группы людей);
- тексты для общественности.[11]

Данная классификация основана на одном из возможных критериев — виде PR: внутреннем (специализированные тексты) и внешнем (тексты для общественности). Критика разделения Яковлева сводится к тому, что личные тексты не являются PR-текстами, так как они не отвечают главной задаче связей с общественностью — формированию эффективной системы коммуникации между субъектом и целевой аудиторией. Еще одним недостатком классификации является неразличение устной и письменной информации.
Тот же критерий используется в классификации И. В. Алёшиной, которая разделяет массив PR-текстов на материалы для прессы (в которые входят, соответственно, бэкграундер, пресс-релиз, медиа-кит, занимательная статья, кейс-история, авторская статья (байлайнер), обзорная статья, факт-лист, форма «вопрос-ответ», биография, заявление) и средства внутриорганизационных коммуникаций (листки новостей, управленческие публикации, ежегодные отчеты).
Свою классификацию в виде таблицы предложила в 2009 году С. С. Шляхова:
| Основания типологии                    | Вид PR-текста                                     |
| -------------------------------------- | ------------------------------------------------- |
| Направленность коммуникативных потоков | — внешние — внутренние                            |
| Среда функционирования                 | — внутрикультурные — мужкультурные                |
| Характер воздействия                   | — убеждающие/внушающие (суггестивные) — смешанные |
| Характер образности                    | — художественные — нехудожественные               |
| Характер кодирования                   | — вербальные — креолизованные (смешанные)         |
| Тип адресата                           | — ориентированные — неориентированные             |
| Носитель                               | — электронный — печатный                          |

Данная классификация впервые использует такой критерий, как характер кодирования, противопоставляющий вербальные и смешанные тексты.
В книге «Жанры PR-текста» А. Д. Кривоносов, профессор кафедры общественных связей и рекламы факультета журналистики СПбГУ, наряду с критикой предыдущих исследований предлагает свою систему классификации PR-текстов. Согласно ему, PR-тексты можно разделить на две группы по степени их подготовленности к публикации: первичные (собственно PR-тексты) и медиа-тексты (журналистские тексты, обладающие признаками и PR-текстов).
Первичные PR-тексты Кривоносов классифицирует по трём критериям:
| Основания типологии                       | Вид PR-текста                                                                         |
| ----------------------------------------- | ------------------------------------------------------------------------------------- |
| Сложность                                 | — простые — комбинированные (сочетают несколько простых текстов, например, пресс-кит) |
| Сегментирование потребительской группы    | — внешние — внутренние                                                                |
| Способ доведения текста до общественности | — тексты для СМИ — директ-тексты (доставляемые целевой аудитории напрямую)            |

Также Кривоносов разрабатывает особую жанровую типологию PR-текстов:
- оперативно-новостные жанры: пресс-релиз, приглашение;
- исследовательско-новостные жанры: бэкграундер, лист вопросов-ответов, имиджевое интервью;
- фактологические жанры: факт-лист, биография;
- исследовательские жанры: заявление для СМИ, имиджевая статья, кейс-стори;
- образно-новостные жанры: байлайнер, поздравление.

При этом и подход Кривоносова является объектом критики, что ещё раз доказывает отсутствие единства мнений по данному вопросу.